# Silvana Espiga
Silvana Espiga (Montevideo, 1972) es profesora e investigadora uruguaya. 

## Biografía
Se formó como profesora de Historia en el Instituto de Profesores Artigas en 1996. Es magíster en Historia y doctora en Educación por la Facultad de Humanidades de la Universidad de la República e integrante del SNI-ANII. Fue Coordinadora Audiovisual Cineduca en los Institutos Normales de Montevideo, CFE ANEP, FLACSO.
Ejerce la docencia en educación terciaria desde 2002 como profesora de Historia e Historia de la Educación en el Instituto de Profesores Artigas y educación secundaria desde 1994.
En 2014, obtuvo dos menciones especiales en la Revista Convocación.
En 2015, una mención en el Concurso de Ensayos promovido por el Departamento de Ciencias Políticas de la Universidad Católica de Uruguay.
En 2016, su libro La infancia normalizada. Libros, maestros e higienistas en la escuela pública uruguaya 1885-1918 estuvo en la Terna Finalistas para el Premios Bartolomé Hidalgo otorgado por la Cámara Uruguaya del Libro.

## Libro
- 2015. La infancia normalizad (ISBN 9789974910997)
- 2024. Infancias Imaginadas. Relatos, disputas y representaciones sociales a inicios del siglo XX en Uruguay. (ISBN 978-9915-9620-6-1)